# Skånskt mannagräs
Skånskt mannagräs (Glyceria notata) är en växtart i familjen gräs.